# 凱巴布 (亞利桑那州)
凱巴布（英語：Kaibab）是位於美國亞利桑那州可可尼諾縣的一個人口普查指定地區。根據2010年美國人口普查，該地人口為124人，而該地的面積約為16.74平方千米。

## 地理
凱巴布的座標為36°54′46″N 112°40′07″W / 36.91278°N 112.66861°W，而該地最高點為海拔高度1521米（即4991英尺）。